# Дар Тама
Дар Тама е департамент, разположен в регион Уади Фира, Чад. Департаментът се поделя на под-префектурите: Гереда, Колонга, Сирим Бирке. Негов административен център е град Гереда.